# Tiefenlauter
Tiefenlauter ist ein Gemeindeteil von Lautertal im oberfränkischen Landkreis Coburg.

## Lage
Das Dorf liegt etwa acht Kilometer nordöstlich von Coburg an der Lauter (auch als Lauterbach bezeichnet), in die der Weißbach mündet. Durch Tiefenlauter führt die Kreisstraße CO 27, die ehemalige Bundesstraße 4. Eine Gemeindeverbindungsstraße nach Drossenhausen zweigt von der Kreisstraße ab.

## Geschichte
Tiefenlauter wurde 1317 erstmals im Urbarium, einer Auflistung von Besitzungen der Henneberger beim Erwerb der Neuen Herrschaft, urkundlich als „Tyffenlutter“ erwähnt. Der Ortsname weist auf die Lage tief zwischen den höchsten Bergen hin.
Anfang des 14. Jahrhunderts lag Tiefenlauter im Herrschaftsbereich der Henneberger. 1353 kam der Ort mit dem Coburger Land im Erbgang zu den Wettinern und war somit ab 1485 Teil des Kurfürstentums Sachsen, aus dem später das Herzogtum Sachsen-Coburg hervorging. Von etwa 1440 bis etwa 1580 war die Siedlung eine Wüstung, also unbewohnt.
Um 1618 gab es in Tiefenlauter drei Güter und sieben Sölden. Im Jahr 1508 lebten sechs und 1618 neun wehrfähige Männer in Tiefenlauter. Es gab sechs Pferde und zwanzig Rinder. Nach dem Dreißigjährigen Krieg waren es im Jahr 1650 fünf wehrfähige Männer und es existierten noch fünf bewohnte Häuser.
Nach zweieinhalb Jahren Bauzeit wurde im November 1858 die Werrabahn eingeweiht, die am Hang östlich vom Ort trassiert wurde. 1887 wurde eine Haltestelle mit Ausweiche auf Tiefenlauterer Flur eingerichtet. 1908 folgte eine Erweiterung mit einem weiteren Ausweichgleis. Am 8. April 1945 wurde der Bahnbetrieb eingestellt. Die Streckenstilllegung war für den Abschnitt zwischen Görsdorf und Tiefenlauter 1949. Der Personenverkehr wurde für das Lautertal mit einer Buslinie bis Rottenbach durchgeführt. Bis zum 6. April 1977 waren die Gleise abgebaut.
Ab 1820 besuchten die Kinder die Schule in Neukirchen. Zuvor gingen die Kinder nach Unterlauter in die Schule. 1851 wurde ein neues Schulhaus eingeweiht. 1965 wurde die dreiklassige Schule Neukirchen-Tiefenlauter in das neu gebaute Schulhaus der Gemeinden Unterlauter und Oberlauter verlegt.
Im Jahr 1953 trat die Gemeinde dem Zweckverband für die Wasserversorgung der Lautergrundgemeinden bei. Die Ringwasserversorgung wurde 1965 eingeweiht.
Am 4. Mai 1969 stimmten in Tiefenlauter von 211 Wahlberechtigten 121 für und 24 gegen den Zusammenschluss mit Unterlauter, Oberlauter und Neukirchen. In den vier Orten waren insgesamt 68 Prozent der Wähler für den Zusammenschluss. Mit Wirkung zum 1. Juli 1969 wurde Tiefenlauter gemäß einem Erlass des Bayerischen Staatsministeriums des Innern mit den Gemeinden Neukirchen, Unterlauter und Oberlauter zur neuen Gemeinde Lautertal zusammengelegt.
Am 20. Mai 2000 wurde die auf der Trasse der ehemaligen Werrabahn errichtete Franziskuskapelle ökumenisch geweiht. Sie war von 17 Lautertaler Betrieben gestiftet und errichtet worden.

## Einwohnerentwicklung
| Jahr | Einwohnerzahl |
| ---- | ------------- |
| 1856 | 107           |
| 1910 | 178           |
| 1933 | 211           |
| 1939 | 204           |
| 2004 | 297           |